# Bandeira dos Direitos Humanos

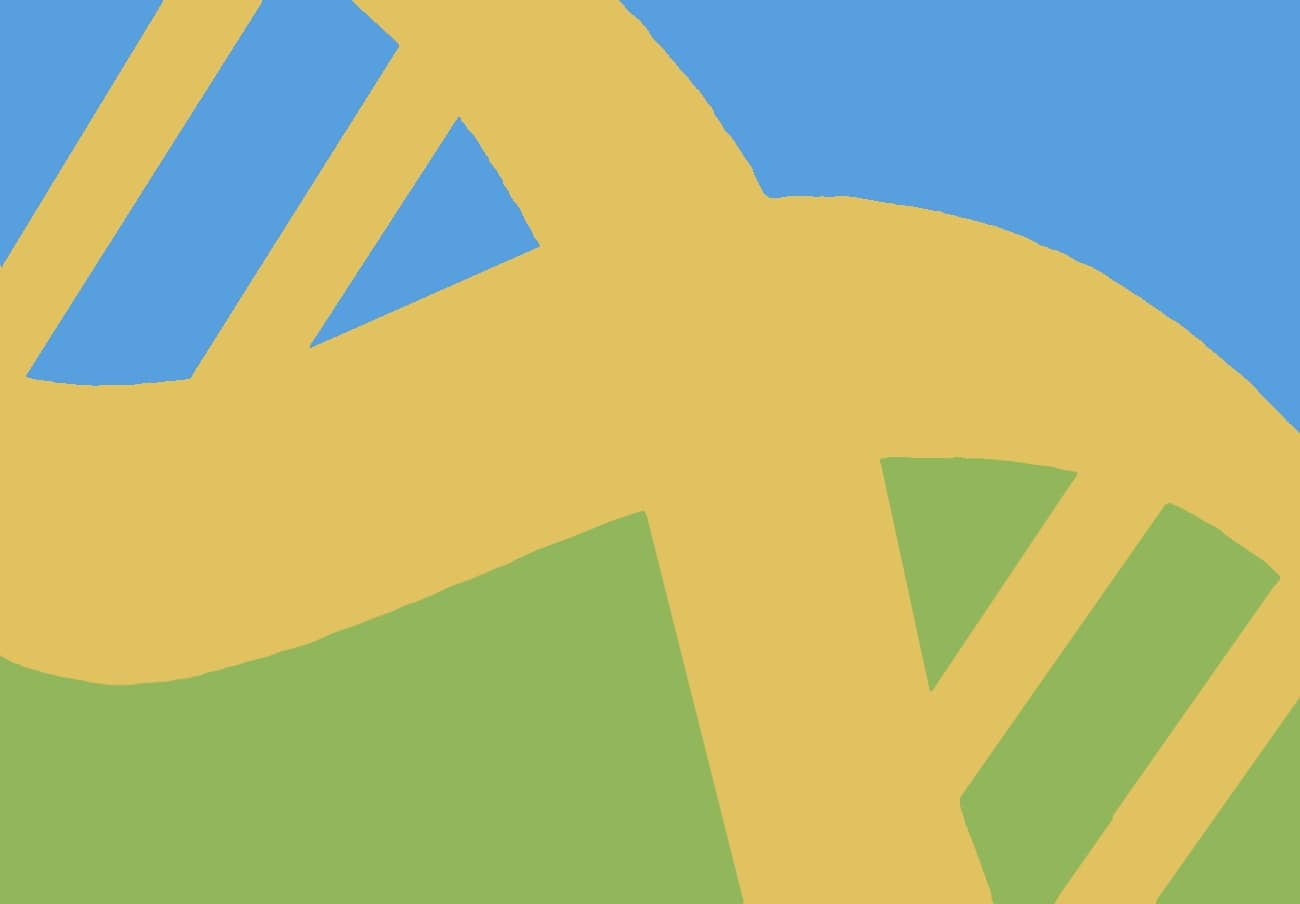
Bandeira dos Direitos Humanos

A Bandeira dos Direitos Humanos é uma bandeira utilizada nos Países Baixos que simboliza a igualdade de todas as pessoas na Terra e incentiva as pessoas a respeitar e apoiar os direitos humanos. O objetivo da bandeira é criar uma consciência global da importância dos direitos humanos e unir as pessoas no seu compromisso com a igualdade e o respeito pelos direitos fundamentais de todos os indivíduos. A bandeira foi oficialmente lançada em 10 de dezembro de 2020.

## Iniciativa
A Bandeira dos Direitos Humanos é uma iniciativa neerlandesa e foi lançada pelas agências neerlandesas de luta contra a discriminação que trabalham em conjunto sob o nome Discriminatie.nl. A bandeira foi concebida por Tûmba, o centro de conhecimento sobre Discriminação e Diversidade sediado em Leeuwarden.

## Design
A bandeira foi desenhada pelo designer Menno de Boer, de Leeuwarden. O ponto de partida para o desenho foi a ideia de que há muita coisa que nos liga enquanto seres humanos, como partilhar a terra, o céu e um lugar ao sol, e que somos todos feitos de ADN, independentemente das nossas diferenças externas. O designer traduziu este pensamento no desenho da bandeira, tomando como ponto de partida a forma de uma cadeia de ADN e combinando-a com as cores da terra (verde), do céu (azul) e do sol (amarelo). A bandeira sublinha assim o que as pessoas têm em comum.

## Utilização da bandeira
Os municípios e as embaixadas neerlandesas hasteiam a bandeira dos direitos humanos no dia 10 de dezembro, dia em que se celebra anualmente o Dia dos Direitos Humanos, comemorando a Declaração Universal dos Direitos Humanos adoptada pelas Nações Unidas nesse dia em 1948.
A bandeira é também por vezes hasteada a 21 de março, Dia Internacional contra o Racismo e a Discriminação, e na comemoração do passado da escravatura.